# Tiên Sơn (huyện)
Tiên Sơn là một huyện cũ thuộc tỉnh Hà Bắc, sau thuộc tỉnh Bắc Ninh.
Huyện được thành lập từ ngày 14 tháng 3 năm 1963 trên cơ sở hợp nhất thành phố Từ Sơn và huyện Tiên Du.
phía bắc giáp huyện Yên Phong và thành phố Bắc Ninh; phía nam giáp thị xã Thuận Thành và huyện Gia Lâm của thành phố Hà Nội; phía đông giáp thị xã Quế Võ; phía Tây giáp huyện Đông Anh của thành phố Hà Nội.
Khi hợp nhất, đơn vị hành chính của huyện Tiên Sơn gồm thị trấn Từ Sơn và 27 xã: Cảnh Hưng, Châu Khê, Đại Đồng, Đình Bảng, Đồng Nguyên, Đồng Quang, Hạp Lĩnh, Hiên Vân, Hoàn Sơn, Hương Mạc, Khắc Niệm, Lạc Vệ, Liên Bão, Minh Đạo, Nội Duệ, Phật Tích, Phù Chẩn, Phù Khê, Phú Lâm, Tam Sơn, Tân Chi, Tân Hồng, Tri Phương, Tương Giang, Vân Tương, Việt Đoàn, Võ Cường.
Ngày 3 tháng 5 năm 1985, xã Võ Cường thuộc huyện Tiên Sơn được chuyển về thị xã Bắc Ninh (nay là thành phố Bắc Ninh). Huyện Tiên Sơn còn lại 1 thị trấn Từ Sơn và 26 xã: Cảnh Hưng, Châu Khê, Đại Đồng, Đình Bảng, Đồng Nguyên, Đồng Quang, Hạp Lĩnh, Hiên Vân, Hoàn Sơn, Hương Mạc, Khắc Niệm, Lạc Vệ, Liên Bão, Minh Đạo, Nội Duệ, Phật Tích, Phù Chẩn, Phù Khê, Phú Lâm, Tam Sơn, Tân Chi, Tân Hồng, Tri Phương, Tương Giang, Vân Tương, Việt Đoàn.
Ngày 6 tháng 11 năm 1996, tại kỳ họp thứ 10, Quốc hội khóa IX đã thông qua Nghị quyết "Về việc chia và điều chỉnh địa giới hành chính một số tỉnh", tỉnh Hà Bắc được tách ra thành hai tỉnh Bắc Ninh, Bắc Giang như ngày nay. Qua đó huyện Tiên Sơn được tách về tỉnh Bắc Ninh.
Ngày 10 tháng 12 năm 1998, thành lập thị trấn Lim trên cơ sở toàn bộ diện tích tự nhiên và nhân khẩu của xã Vân Tương.
Như vậy, đơn vị hành chính của huyện Tiên Sơn gồm 2 thị trấn: Từ Sơn, Lim và 25 xã: Cảnh Hưng, Châu Khê, Đại Đồng, Đình Bảng, Đồng Nguyên, Đồng Quang, Hạp Lĩnh, Hiên Vân, Hoàn Sơn, Hương Mạc, Khắc Niệm, Lạc Vệ, Liên Bão, Minh Đạo, Nội Duệ, Phật Tích, Phù Chẩn, Phù Khê, Phú Lâm, Tam Sơn, Tân Chi, Tân Hồng, Tri Phương, Tương Giang, Việt Đoàn.
Ngày 9 tháng 8 năm 1999, sau khi Chính phủ ban hành Nghị định số 68/1999/NĐ-CP thì huyện Tiên Sơn lại được tách ra, tái lập huyện Tiên Du và thành phố Từ Sơn như trước đây:
- Huyện Tiên Du có 14 đơn vị hành chính trực thuộc, bao gồm 1 thị trấn: Lim và 13 xã: Cảnh Hưng, Đại Đồng, Hiên Vân, Hoàn Sơn, Lạc Vệ, Liên Bão, Minh Đạo, Nội Duệ, Phật Tích, Phú Lâm, Tân Chi, Tri Phương, Việt Đoàn.
- Huyện Từ Sơn có 12 xã: Châu Khê, Đình Bảng, Đông Ngàn, Đồng Nguyên, Đồng Kỵ, Hương Mạc, Phù Chẩn, Phù Khê, Tam Sơn, Tân Hồng, Trang Hạ, Tương Giang.

Ngày 24 tháng 9 năm 2008, chuyển huyện Từ Sơn thành thị xã Từ Sơn.
Ngày 1 tháng 11 năm 2021, chuyển thị xã Từ Sơn thành thành phố Từ Sơn.